# Deng Liqun
Deng Liqun (chinês: 邓力群; 27 de novembro de 1915 - 10 de fevereiro de 2015) foi um político e teórico chinês que foi uma das figuras mais importantes do Partido Comunista da China durante a década de 1980, sendo mais conhecido por seu envolvimento no trabalho de propaganda do partido. Deng nasceu no condado de Guidong, província de Hunan, e ingressou no Partido Comunista em 1936. Nasceu em uma família de intelectuais e ingressou no Partido Comunista por compromisso intelectual. Deng costumava ser chamado de "Pequeno Deng", para ser distinguido de Deng Xiaoping (sem relação), o "Velho Deng".
Expurgado durante a Revolução Cultural, Deng emergiu na década de 1980 como um dos membros mais vocais da ala esquerda do partido durante o início dos protestos na Praça da Paz Celestial de 1989. Defendia uma economia planejada ao estilo comunista ortodoxo e manifestou-se contrário às reformas econômicas de mercado e a liberalização política da China. Retirou-se da atividade política em 1987, após não conseguir apoio interno suficiente para conquistar um assento no Politburo, o que foi parcialmente atribuído à sua posição ideológica de linha dura, mas mesmo assim seguiu defendendo uma linha mais à esquerda

## Infância e educação
Deng Liqun nasceu em uma rica família proprietária de terras no condado de Guidong, província de Hunan, em 1915. Seu pai passou no exame do serviço público imperial, mas nunca se tornou de fato um oficial, ao invés disso abrindo a primeira escola de estilo ocidental no condado. O irmão mais velho de Deng tornou-se o presidente do governo Nacionalista na província. Deng foi para Pequim em 1935, matriculando-se primeiro na Academia de Pequim, entrando na Universidade de Pequim um ano depois, onde estudou economia e se tornou um dedicado ativista estudantil. Participou do Movimento 9 de Dezembro. Deng deixou a faculdade um ano após para partir para a base guerrilheira do Partido Comunista em Yanan, Xianxim, onde se juntaria ao partido e passaria a seguir Mao Zedong.

## Carreira política

### Era Mao
Durante a década de 1950, Deng ajudou Wang Zhen a combater a resistência ao regime comunista em Xinjiang. Deng desempenhou um papel importante na supressão das rebeliões locais e na promulgação de reformas agrárias na vasta região ocidental. No entanto, funcionários do Birô Noroeste do Partido Comunista da China ficaram alarmados com o ritmo vertiginoso das reformas e com a extensão com que a violência e outros meios de coerção foram usados como forma de solidificar o poder do partido. Vendo a situação se desenrolar, Mao removeu Wang Zhen e Deng Liqun de suas posições em Xinjiang por medo de que suas táticas pudessem alienar minorias étnicas, principalmente líderes religiosos tibetanos, que relutavam em abraçar o regime imposto pelos Comunistas.
Posteriormente, Deng voltou a Pequim para servir como secretário do Presidente Liu Shaoqi e editor-chefe adjunto da publicação de teoria do partido, Bandeira Vermelha. Deng foi expurgado durante a Grande Revolução Cultural Proletária, sendo rotulado de "contrarrevolucionário". Ele foi interrogado na cidade de Shijiazhuang, província de Hebei. Foi reabilitado politicamente em 1974, passando a atuar no escritório de pesquisa política do Conselho de Estado e, posteriormente, como vice-presidente da Academia Chinesa de Ciências Sociais entre 1978 e 1980. Ele então assumiu uma série de gabinetes que solidificaram seu papel como um dos principais teóricos comunistas da era pós-Mao, incluindo o posto de chefe do Escritório Central de Pesquisa de Políticas desde 1979 e o de chefe do Departamento de Propaganda do Partido Comunista da China de 1982 a 1985.

### Pós-reformas econômicas
À medida em que o Partido Comunista pós-Mao liberalizava e adotava reformas econômicas orientadas para o mercado, Deng se tornou um de seus críticos mais sinceros. Ainda que não apreciasse o fanatismo político do período de Mao, as políticas de coletivização rural e mesmo sendo um defensor de Deng Xiaoping nos últimos dias da Revolução Cultural, Deng Liqun acreditava que o partido sob Deng Xiaoping havia se distanciado demais dos ideais ortodoxos marxistas-leninistas e buscou garantir o controle sobre a ideologia.
Em 1975, Deng Liqun foi designado membro sênior do Escritório de Pesquisa do Partido, posteriormente o Escritório de Pesquisa Política (antecessor do Escritório de Pesquisa de Políticas), no Conselho de Estado, junto com Hu Qiaomu, Yu Guangyuan, Wu Lengxi, Hu Sheng, Xiong Fu e Li Xin. Deng mobilizou oposição interna às reformas liberais no início dos anos 80, por meio de sua posição de chefe dos departamentos de propaganda e ideologia. Dentro do círculo de intelligentsia da Era Deng, Deng Liqun é conhecido como o porta-voz da esquerda conservadora, mantendo uma feroz rivalidade com o porta-voz dos liberais, Yu Guangyuan, que redigiu o Terceiro Discurso da Plenária de Deng Xiaoping sobre a questão da reforma e abertura e era um proeminente aliado de Hu Yaobang. Como resultado das intervenções de Deng Liqun, enquanto as forças de mercado estavam sendo desencadeadas na economia e o governo começava a cortejar o investimento estrangeiro, o domínio ideológico do país continuava a manter um tom mais conservador, especialmente em sua cautela em adotar ideias de estilo ocidental. Deng foi descrito como "o principal carrasco dos conservadores" durante a Campanha Contra a Poluição Espiritual de 1983, supostamente decorrente de sua antipatia pelo Secretário Geral Hu Yaobang, o principal reformista do partido na época. As forças conservadoras começaram a tomar posse do partido no final dos anos 80 e, após o que foi caracterizado como uma abordagem equivocada de Hu Yaobang em relação aos protestos estudantis de 1986, Hu foi forçado a renunciar ao cargo de Secretário-Geral. Deng Liqun foi fundamental na deposição de Hu em 1987.
Após Hu ser deposto do poder, Deng Liqun foi apontado como um sucessor em potencial para o cargo de Secretário-Geral. A candidatura de Deng foi apoiada por outros fiéis conservadores como Chen Yun e Li Xiannian, bem como por seu ex-patrono Wang Zhen. No entanto, Deng Xiaoping, que detinha o 'poder supremo' na China na época, ficou cada vez mais alarmado com a posição inflexível de Deng Liqun no tocante às questões ideológicas. O protegido principal de Deng Xiaoping, Zhao Ziyang, na época servindo como Premier, se opôs veementemente a Deng Liqun de assumir o cargo de líder do Partido. De fato, Zhao, que inicialmente relutou em se tornar secretário-geral, afirmou posteriormente que o medo de ter uma figura linha-dura como Deng Liqun assumindo a liderança do o deixava (Zhao) mais determinado a assumir o cargo. No entanto, em acordos de bastidores, Deng Xiaoping fez uma concessão aos apoiadores conservadores de Deng Liqun oferecendo ao Pequeno Deng um assento no Politburo para que pudesse "abrir um canal para permitir que desse suas opiniões", desde que ele renunciasse ao controle do domínio ideológico.
O Escritório de Pesquisa de Políticas do Secretariado de Deng Liqun foi consequentemente dissolvido e muitas de suas tarefas de propaganda foram transferidas para Hu Qili e um recém-formado "Grupo Líder Central de Propaganda e Ideologia". No 13º Congresso Nacional, Deng Liqun foi chamado para substituir outro líder conservador, Hu Qiaomu, no Politburo. No entanto, durante as eleições para o 13º Comitê Central, Deng recebeu o menor número total de votos entre todos os candidatos e, sob novos procedimentos eleitorais nos quais havia mais candidatos do que cargos, sequer foi eleito para um dos 175 assentos do Comitê Central, tornando-o inelegível para uma posição no Politburo. Segundo as memórias de Zhao Ziyang, Chen Yun interveio para salvaguardar o salário e outras compensações de Deng após sua derrota nas eleições, benefícios que continuaram até sua morte.

## Aposentadoria
Após seu fracasso em ser eleito para o Politburo, Deng se retirou da atividade política. Deng afirmou que o fracasso em ser eleito causou-lhe um grande constrangimento. No entanto, Deng continuou a agitar por causas esquerdistas através de seus escritos e influência pessoal. Muitos de seus ex-subordinados no Escritório de Pesquisa de Políticas foram posteriormente promovidos a cargos de nível ministerial em todo o aparato do Partido Comunista e do governo, aumentando a influência conservadora na nova geração de liderança sob o governo de Jiang Zemin. Deng entendeu os Protesto na Praça da Paz Celestial em 1989 como sendo uma confirmação de suas crenças – a ideia de que a contradição entre a liberalização econômica, por um lado, e o rígido controle político, por outro, causariam uma ruptura inevitável na percepção pública, e que a solução era reverter as reformas econômicas.
Depois de Tiananmen, Deng manteve sua postura rígida e tornou-se cada vez mais crítico à ala reformista do partido, acusando-os de seguir uma linha essencialmente capitalista. Durante a "turnê ao Sul em 1992" de Deng Xiaoping, que defendia mais liberdade econômica, Deng Liqun revidou o establishment do partido com um artigo contundente intitulado "Defender a Ditadura do Proletariado". Deng também foi um dos principais críticos da "Teoria da Evolução Pacífica", a ideia de que a disseminação da cultura democrática liberal e das ideias vistas nos países ocidentais levará ao desmantelamento pacífico e gradual da estrutura de poder comunista na China. A partir de 1997, Deng Liqun tornou-se cada vez mais crítico à liderança de Jiang Zemin. Em 2001, Deng, já com 85 anos, publicou uma carta aberta denunciando a chamada "Três Representações", a contribuição teórica de Jiang à ideologia comunista que essencialmente abriu as portas para que empresários privados ingressassem no Partido Comunista.
Em outubro de 2005, Deng publicou uma obra autobiográfica intitulada Doze Anos (1975-1987) em circulação limitada em Hong Kong, que relatava seu papel nos principais eventos políticos durante esse período. Ao revisar o livro, o jornalista dissidente Gao Yu acusou-o de se glorificar às custas de Hu Yaobang e Zhao Ziyang. Apesar de sua antiga rivalidade política, Deng enviou coroas de flores para lamentar as mortes de Hu Yaobang e Zhao Ziyang.
Em agosto de 2014, Deng fez uma rara declaração pública em uma carta ao Comitê do Partido de Xinjiang em homenagem a cinco uigures que morreram em um acidente de avião em 1949 a caminho de Pequim.

## Legado
Deng foi chamado de "Rei da Esquerda" e "mestre da caneta" por observadores externos, devido às suas habilidades de escrita e apoio inflexível aos princípios 'puritanos' do Marxismo-Leninismo e do Maoismo. Sua crença de que o Partido Comunista pós-Mao havia se afastado fundamentalmente do comunismo continua sendo citada pelos grupos mais à esquerda e maoistas no século XXI, experimentando um ressurgimento leve, mas oficialmente tolerado, durante o aperto ideológico da chamada era Xi Jinping. Quando morreu, Deng foi elogiado pelas autoridades com a linha padrão do Partido como sendo "um combatente leal e longamente testado da causa comunista; um revolucionário proletário", mas também foi elogiado, de forma incomum, como sendo "um destacado líder nas linhas de frente da ideologia, pensamento e propaganda e teórico marxista".

## Vida pessoal
Deng Liqun casou-se duas vezes; seu segundo casamento foi com Luo Liyun, com quem teve um filho e uma filha. O filho de Deng, Deng Yingtao (邓英淘), era membro do Grupo de Desenvolvimento Rural, um grupo de intelectuais que discutiram questões de desenvolvimento rural chinês, no início dos anos 80. Deng Liqun acabou vivendo mais que o filho, que morreu em março de 2012 após uma doença. Luo Liyun morreu em 2011. Deng também teve duas filhas de um casamento anterior que acabou em divórcio. Depois de ficar acamado por doença por alguns anos, Deng Liqun morreu em 10 de fevereiro de 2015, em Pequim.
Durante o Movimento de Retificação Yanan, o membro do partido Li Rui (posteriormente secretário de Mao e vice-chefe do Departamento de Organização do partido) foi detido para "corrigir seus erros". Durante o período de detenção de Li, Deng supostamente envolveu-se sexualmente com a esposa de Li Rui. Como consequência, Li Rui e sua esposa se divorciaram após Li se mostrar inocente e ser libertado, apesar da confissão do erro por parte deste último. Li lembrou o evento quase cinquenta anos depois, em uma carta a Zhao Ziyang, onde Li acusou Deng de "impropriedade moral" durante sua candidatura ao cargo de Secretário-Geral em 1987.